# Václav Luks
Václav Luks (*14 de noviembre de 1970, Rakovník, República checa) es fundador y director artístico de la orquesta barroca Collegium 1704 y del ensemble Collegium Vocale 1704, ambos residentes en Praga.  

## Educación
Estudió en el conservatorio de Pilsen y en la Academia de las Artes Escénicas de Praga. Después se consagró a la música antigua realizando estudios en la Schola Cantorum Basiliensis en Suiza donde fue alumno de Jörg-Andreas Bötticher y Jesper Christensen (especialidades de instrumentos históricos de teclado y escenificación histórica). Durante su estancia en Basilea, y también después, destacó como solista de trompa de la Akademie für Alte Musik Berlin, realizando conciertos por toda Europa y también en lugares más lejanos. 

## Collegium 1704
En 2005, al regresar del extranjero transformó la compañía de cámara Collegium 1704 (que había creado durante sus estudios) en una orquesta barroca y fundó el ensemble Collegium Vocale 1704. El proyecto Bach — Praha — 2005, realizado por el mismo Luks, fue el primer impulso hacia la creación de ambas formaciones. Bajo su dirección, las dos compañías tocan en prestigiosos festivales y salas de renombre. Sus grabaciones son populares entre el público, y además han recibido numerosos premios (por ejemplo, Diapason d'Or, Preis der deutschen Schallplattenkritik, Coup de coeur TV Mezzo, entre otros). 

## Otras compañías
Václav Luks colabora también con otras compañías, por ejemplo con Camerata Salzburg, Akademie für Alte Musik Berlin, La Cetra Barockorchester Basel o Dresdner Kammerchor. Recientemente, ha dirigido el Ensemble Pygmalion en la ópera Dido and Aeneas de Purcell en el festival de Aix-en-Provence o la Orkiestra Historyczna en un programa de obras de compositores polacos. En el concierto para la renovación de la catedral de Notre Dame, Václac Luks dirigió la Orchestre nationale de France.

## Teatro y películas
En la realización de óperas y obras de teatro, Luks ha trabajado con directores como David Radok, Ondřej Havelka, Louise Moaty, J. A. Pitínský, Willi Decker o Ursel Herrmann. Bajo su dirección, Collegium 1704 grabó la banda sonora para el documental del director Petr Václav titulado La confesión del olvidado (Zpověď zapomenutého) y para la película Il Boemo del mismo director que retrata la vida de Josef Mysliveček.